# Моноклон
Моноклон (лат. Monoclonius, буквально: одиночный росток) — род растительноядных динозавров из семейства цератопсид. Останки найдены в отложениях позднемеловой эпохи (83,6—70,6 млн лет назад), впервые — в формации Джудит-Ривер (77—75 млн лет назад) штата Монтана (США).

## История исследования
Первые окаменелые остатки моноклона были найдены Эдвардом Коупом и Чарльзом Штернбергом летом 1876 года. Ископаемые остатки состояли из носового рога длиной 325 мм, части черепного воротника с крупными отверстиями, нескольких челюстей, позвонков и двух бедренных костей, все эти находки были сделаны в разных местах. Впрочем лишь в 1889 году Коуп дал описание моноклона как нового рогатого динозавра с одним рогом на носу и черепным воротником с отверстиями. В 1895 году по финансовым причинам Коуп был вынужден продать большую часть своей коллекции Американскому музею естественной истории, в результате чего все образцы моноклона получили инвентарные номера AMNH. В 1912 году Барнум Браун нашёл череп с искривлённым вперёд рогом (образец AMNH 5239), который в 1914 году выделен в отдельный вид.
С 1914 году начинаются научные диспуты относительно единства родов Monoclonius и Centrosaurus. В 1933 году Ричард Свен Лалли описал новый череп из Альберты (образец AMNH 5341), отнеся его к виду Monoclonius flexus, и ещё один образец черепа (CMN 348), в то же время переименовав вид Centrosaurus apertus в Monoclonius apertus. В 1937 году в Альберте исследователем Чарльзом Штернбергом в провинции Альберта (Канада) найден полный череп, на данный момент остающийся единственным в роде. В 1940 году Ч. M. Штернберг, следуя устоявшейся традиции, назвал ещё два вида на основании новых черепов — Monoclonius lowei (образец NMC 8790) и Мonoclonius longirostris (образец CMN 8795).
В 1997 году канадский палеонтолог Скотт Сэмсон провёл филогенетический анализ цератопсов Монтаны и установил, что базовый голотип Monoclonius crassus является несовершеннолетним[каким?] образцом и поэтому теряет валидность. С 2006 года исследователем Майклом Райаном предложено род Monoclonius считать nomen dubium, а все виды признаны различными стадиями развития одного вида Centrosaurus apertus (на основе того, что отдельные найдено части, но нет полного скелета). Вместе с тем моноклон все ещё рассматривается в качестве самостоятельного рода, но ряд его видов уже отнесены к другим родам, или считаются синонимичными для других видов рода Monoclonius.

## Описание
Считается, что моноклоны достигали 5,5—6 м в длину при весе в 2—2,3 т. Внешним видом сходны с Styracosaurus, Brachyceratops, и Pachyrhinosaurus. Особенностью является череп (длина 75—80 см) с одним большим рогом на носу, черепной воротник имеет несколько больших загнутых роговых «крючков» в верхней части. Надбровные рога очень маленькие и никогда не достигают значительных размеров. Челюсти не были способны к пережёвыванию пищи, а лишь вытянуты и адаптированы к перетиранию жёсткой растительности. Ноги этого динозавра были короткими и мускулистыми.

## Образ жизни и ареал
Обитал на равнинах. Открытие многочисленных останков в Канаде позволяет исследователям предполагать, что Monoclonius были стадными животными и путешествовали большими группами. Питались низкорослой растительностью.
Ареал — территория современных северо-западных штатов США и провинций Канады, что с ними граничат.

## Виды
- Monoclonius crassus — описан в 1876 году на основе отдельных фрагментов из Монтаны, США (голотип AMNH 3998).
- Monoclonius recurvicornis — описан в 1889 году на основе небольших фрагментов черепа, найденных в 1877 году.
- Monoclonius sphenocerus — типовой образец состоял из фрагментарного черепа (образец AMNH 3989) с высоким и прямым углом.
- Monoclonius fissus — назван в 1889 году на основе фрагментов черепа, который возможно был покрыт чешуйчатой текстурой.
- Monoclonius lowei — назван в 1940 году. Имел большой, немного сжатый череп (CMN 8790) с маленьким и загнутым углом. В 2006 году Райан предположил, что он может представлять собой полувзрослый индивид стиракозавра, ахелозавра или эйниозавра.

## Синонимы
- Monoclonius belli — описан в 1902 году на основе фрагментов из Канады, на данный момент классифицируется как Chasmosaurus belli.
- Monoclonius canadensis — описан в 1902 году на основе фрагментов из Канады, в настоящее время классифицируется как Eoceratops canadensis.
- Monoclonius dawsoni — описан в 1902 году, на основе фрагментов черепа из Канады — синоним Centrosaurus apertus.
- Monoclonius apertus — описан в 1904 году, синоним Centrosaurus apertus, известный из множества черепов.
- Monoclonius albertensis — описан в 1913 году, классифицируется как Styracosaurus albertensis.
- Monoclonius montanensis — описан в 1914 году на основе останков ювенальной особи, в настоящее время классифицируется как Brachyceratops montanensis.
- Monoclonius flexus — описан в 1914 году, назван в основании черепа (образец AMNH 5239) из Канады, синоним Centrosaurus apertus.
- Monoclonius cutleri — описан в 1917 году на основе костных фрагментов скелета из Канады, синоним Centrosaurus apertus.
- Monoclonius longirostris — описан в 1940 году за полным черепом (CMN 8795), синоним Centrosaurus apertus.
- Monoclonius lammersi — описан в 1986 году, классифицируется как Avaceratops lammersi.

## В культуре
- в 1984 году моноклон стал одним из героев анимационного фильма «Доисторический зверь» режиссера Фила Типпетта.
- в 1985 году о нём также рассказывается в документальном фильме «Динозавр!»